# (18739) Larryhu
(18739) Larryhu (1998 SH79) – planetoida z pasa głównego asteroid okrążająca Słońce w ciągu 3,47 lat w średniej odległości 2,29 j.a. Odkryta 26 września 1998 roku.